# Richard Shelby
Richard Craig Shelby (Birmingham (Alabama), 6 mei 1934) is een Amerikaanse gepensioneerd politicus van de Republikeinse Partij. Hij vertegenwoordigde Alabama in de senator van 1987 tot 2023. Aanvankelijk was hij verkozen als Democraat maar hij stapte in 1994 over naar de Republikeinse Partij toen deze de meerderheid kreeg in de Senaat. Daarvoor was hij Afgevaardigde voor het 7e district van Alabama.

## Levensloop
Shelby studeerde aan de Universiteit van Alabama, waar hij in 1957 een bachelorgraad behaalde. In 1961 behaalde hij een graad in de rechtsgeleerdheid (J.D.) aan de Birmingham School of Law. Datzelfde jaar werd hij toegelaten tot de balie van Alabama. In 1963 rondde hij een voortgezette rechtenopleiding af aan de Universiteit van Alabama met een LL.B.-graad.
Van 1963 tot 1971 was hij openbaar aanklager van de stad Tuscaloosa. Van 1966 tot 1970 was hij U.S. magistrate judge (een soort toegevoegd rechter) bij de federale districtsrechtbank voor het noordelijke district van Alabama, en van 1969 tot 1971 was hij speciaal assistent van de attorney general van Alabama. In deze periode trouwde hij ook met Annette Nevin Shelby. Samen kregen zij twee kinderen.

## Politieke carrière
Shelby's politieke carrière begon in 1970. Toen werd hij gekozen voor de senaat van de staat Alabama. Hij bekleedde deze functie tot hij in 1978 werd gekozen in het Amerikaanse Huis van Afgevaardigden. In 1986 werd hij gekozen in de Amerikaanse senaat.
Tijdens zijn eerste vijftien jaar in Washington D.C. stond Shelby bekend als een van de meer conservatieve democraten. Shelby riep president Bill Clinton halverwege zijn eerste termijn publiekelijk tot de orde door zich tijdens een ontmoeting met vicepresident Al Gore tot de camera te richten en te verklaren dat Clintons beleid ging om 'forse inzet op hoge belastingen, en weinig moeite voor lage uitgaven'. Als gevolg daarvan werd besloten een miljoenen kostend ruimtevaartproject naar de staat Texas ging en niet naar Alabama. Zijn populariteitscijfers stegen echter toen die van Clinton begonnen te zakken.
In de senaat stemde Shelby overwegend mee met de Republikeinse senatoren. Op 9 november 1994 stapte hij over naar die partij, nadat zij in zowel de Senaat als in het Huis van Afgevaardigden een meerderheid hadden verkregen. Als Republikein werd hij in 1998 en 2004 herkozen.
In de Senaat heeft Shelby zich onder andere beziggehouden met het toezicht op de inlichtingendiensten. Hij zette zich in 1997 in voor de benoeming van Anthony Lake als CIA-directeur. Later was hij zeer kritisch op CIA-directeur George Tenet in de nasleep van de aanslagen van 11 september 2001.
Shelby is tegen strengere wapenwetten, tegen abortus (pro-life) en steunde het Federal Marriage Amendment dat bedoeld was om huwelijken tussen personen van hetzelfde geslacht te verbieden. Hij stond ook achter de belastinghervormingen van president George W. Bush. Andere wetten waarvoor hij zich inzette was een voorstel om Engels de voertaal voor de federale overheid te laten zijn  en een moratorium op bepaalde vormen van immigratie.
Als senator was Shelby een van de leidende figuren in de bail-outplannen van president George W. Bush en later president Barack Obama van verschillende banken en bedrijven. Shelby wordt ook gezien als de belangrijkste voorvechter van de ontwikkeling van NASA’s Space Launch System en Orion-capsule. Twee veel duurder dan beoogde projecten die flink vertraagd raakten maar veel banen in Alabama opleveren.
Op 8 februari 2021 gaf Shelby aan zich niet nogmaals verkiesbaar te stellen. In 2023 werd hij opgevolgd door zijn voormalig stafchef Katie Britt. 

## Opspraak om lekken
In 2004 raakte Shelby in opspraak toen bekend werd dat hij geheime informatie naar de media had gelekt toen hij lid was van de Senate Select Committee on Intelligence. Op 19 juni had hij informatie – die Shelby minuten daarvoor zelf had gekregen - doorgegeven aan Carl Cameron, hoofd parlementaire journalistiek voor Fox News Channel. Het zou gaan om twee boodschappen die waren onderschept op 10 september 2001, maar pas twee dagen later waren vertaald en luiden: ‘De wedstrijd staat op het punt te beginnen’ en ‘morgen is het uur nul’.
- Library of Congress Control Number: n89108506
- SNAC: w67q27fq
- Biographical Directory of the United States Congress: S000320
- Virtual International Authority File: 65596157
- WorldCat: E39PBJyhcGYpXfv3QfGJvrckjC